# حادثة رينو
حادثة رينو (Renwu Incident) هي إحدى حوادث تلوث التربة وقعت في محطة رينو لبلاستيك فورموزا في كاوهسيونغ، تايوان.
في 2009، وجدت إدارة حماية البيئة التايوانية التابعة للمجلس التنفيذي للحكومة (EPA) أن التربة والمياه الجوفية في المنطقة القريبة من محطة رينو لبلاستيك فورموزا قد تلوثت بالبنزين، والكلوروفورم، وثنائي كلورو الميثان، و1,1,2-إيثان ثلاثي الكلور, 1,1-ثنائي كلور الأثيلين، ورباعي كلورو إيثيلين، وإثيلين ثلاثي الكلور، وكلوريد الفينيل. وبوجه عام، بلغت مستويات الملوثات 20 مرة أعلى من المستويات التي حددتها الحكومة، بينما بلغت مستويات 1,2-ثنائي كلور إيثان 30,000 مرة أعلى من المعدلات المعيارية.
بالفعل، اكتشفت محطة رينو التلوث عام 2006، فحاولت المحطة تقوية هيكل شبكات صرف المخلفات السائلة ولكن أعمال الصيانة لم تكتمل أبدًا.
ونظرًا لأن التلوث كان شديدًا، خرج سكان المنطقة القريبة والنواب المنتخبون في مظاهرات مطالبين بإغلاق محطة رينو. وفي أبريل 2010، فرضت إدارة حماية البيئة التايوانية غرامة على محطة رينو بلغت 150 مليون دولار تايواني (4,7 ملايين دولار أمريكي) لتسببها في تلوث التربة والمياه الجوفية.